# 카셰어링
카셰어링(영어: carsharing, car sharing 또는 car clubs)은 자동차를 빌려 쓰는 방법 중의 하나로 일종의 공유경제 시스템이다. 보통 회원제(연회원)로 운영되며, 렌터카와는 달리 주택가 근처에 보관소가 있으며, 주로 시간 단위로 필요한 만큼만 쓰고 차를 갖다주는 방식으로 장기간 동안 이용한다. 시간 단위로 빌리기 때문에 간단하게 장을 볼 때나 짐을 옮길 때 등 종종 벌어지는 간단한 상황에서 이용할 수 있다.
약 1,000개 이상의 도시에서 이용이 가능하다.
캘리포니아 대학교 버클리에 따르면 2012년 12월까지 27개국에서 약 170만 명이 카셰어링 서비스를 이용했다고 한다. 이 중 80만 명이 미국에서 이용했다.
렌터카와 비슷한 점은 빌려주는 회사에서 자동차를 관리하며, 정비 보수 등을 사용자가 할 필요가 없다. 하지만, 렌터카와 다른 점은 운행 중 연료가 다 소모될 경우 사용자가 연료를 채우지만, 차와 함께 제공되는 카드를 통해 결제하는 등의 방법으로 운영 회사에서 지불한다. 차량 주유시, 차량 내에 있는 주유카드로 주유비를 결제한다. 따라서, 주유시에 소비자의 지출이 생기지 않는다. 하지만, 차량 반납시 차량의 GPS로 이동거리를 계산, 회사가 측정한 차종에 따른 연비로 주유비를 소비자에게 청구한다.

## 역사

### 초창기
문서로 언급되어 있는 카셰어링에 대한 첫 번째 언급은 1948년 취리히에서 시작된 주택협동조합의 Selbstfahergenossenschaft 카셰어링 프로그램이다. 하지만, 언급 이후 몇 년 동안 카셰어링 개념의 공식적인 발전은 알려지지 않았다.1960년대에 이르러 혁신가, 산업가, 도시 및 공공 당국은 첨단 기술 운송의 가능성을 연구하였다. - 주로 컴퓨터 기반 소형 차량 시스템(거의 모든 시스템)은 오늘날의 서비스 아이디어와 제어 기술에 대한 초기 모형을 발견할 수 있었다.
1970년대 초에는 최초의 전체 시스템 차량 공유 프로젝트가 있었다. 프랑스의 프로코팁 시스템은 약 2년 동안만 지속되었다. 훨씬 더 야심찬 프로젝트인 위카르는 1965년 백인 자전거 프로젝트의 설립자들에 의해 암스테르담에서 시작되었다. 소형 전기 자동차, 예약 및 반환을 위한 전자 제어, 도시 전체를 망라하는 많은 수의 역에 대한 계획을 기반으로 한 정교한 프로젝트인 이 프로젝트는 1980년대 중반까지 지속되었다가 마침내 폐기되었다.
1977년 7월, 서퍽에서 카셰어링에 대한 첫 번째 영국 공식 실험이 시작되었다. 스위치의 한 사무실에서는 "자동차 여행을 공유하고자 하는 운전자들을 서로 접촉하게 하는 자동차 공유 서비스를 제공했다. 1978년에 농업 연구 위원회는 리즈 대학에 "차량 공유의 조사 및 시뮬레이션"을 위한 비용을 16,577파운드로 승인했다. 이 계획은 단일 차량의 다른 운전자를 위한 것이 아니라 자신의 자동차에 좌석을 제공하는 운전자를 위한 것이었다.
1980년대와 1990년대 전반은 자동차 공유가 "성인이 되는" 시기였고, 주로 스위스와 독일의 소규모 비영리 시스템들이 성장했으며, 캐나다, 네덜란드, 스웨덴, 미국도 소규모로 성장했다.
북미의 카셰어링은 1994년 베노에트 로버트에 의해 퀘벡시에서 설립되었는데, 이 회사는 여전히 세계적으로 카셰어링의 선두주자이다. 사이클링 옹호자이자 환경운동가인 클레어 모리셋(1950-2007)은 Communauto가 민간 기업으로 몬트리올에 설립되었던 1995년부터 그 진화에 큰 역할을 했다. 회사 목표는 자동차를 소유하는 데 편리하고 경제적인 대안을 제공하는 것이다.

### 미국에서의 유행
미국 최초의 카셰어링 회사는 1998년 모빌리티 스위스의 콘래드 바그너(Conrad Wagner)의 방문으로 데이브 브룩이 설립한 카셰어링 포틀랜드(CarSharing Portland)였다. 콘래드와 데이브는 또한 시애틀에 플렉스카를 설립하고 공동 출자할 예정이었고 2001년 4월까지 플렉스카는 카셰어링 포틀랜드와 합병하여 플렉스카 브랜드를 유지하게 되었고, 북미 최초의 두 도시 자동차 공유 회사가 되었다. Zipcar, Flexcar(2007년 Zipcar와 합병) 및 City Car Club는 모두 2000년에 시작되었다. City CarShare는 비영리 단체로 2001년 샌프란시스코 베이 지역에서 설립되었다. 2008년부터 미국과 유럽에서 운영되는 Avison Location by Avis, Hertz on Demand(이전의 Connect by Hertz로 알려짐) 등 여러 렌터카 업체가 자체 카셰어링 서비스를 시작했다. 2012년 9월, Zipcar는 미국 차량 공유 시장의 80%를 점유하고 있으며, 전 세계 차량 공유업체[14]의 절반에 해당하는 11,000대의 차량을 보유하고 있다.
2008년에 시티 카셰어는 휠체어 이외의 사용자들과 공유하는 비행대 차량으로 특별히 설계된 최초의 휠체어 운반 차량인 액세스 모바일을 도입했다.
카셰어링은 혼잡과 오염을 줄이기 위해 CTP(California Transport Plan) 2040에서 VMT 및 GHG 감소 목표를 달성하기 위한 도구로 알려져 있다.

### 발전과 성장
카셰어링은 인구 밀도가 종종 카셰어링 성공의 결정요인이라는 점에서 밀집된 도시 인구(예: 아르헨티나, 브라질, 중국, 인도, 멕시코, 러시아 및 터키)를 가진 다른 글로벌 시장으로도 확산되었다. 성공적인 카셰어링 개발은 주로 도심과 같은 인구 밀집 지역 및 최근 대학 및 기타 캠퍼스와 관련이 있는 경향이 있다. 인구 저밀도 지역은 대체 교통 수단이 부족하고 사용자가 자동차에 도달하기 위해 이동해야 하는 잠재적으로 더 큰 거리 때문에 카셰어링을 이용하기가 더 어려운 것으로 간주된다.
현재 많은 건물 개발업자들은 공유 자동차를 세입자들에게 부가 가치로서 그들의 개발에 통합하고 있으며, 전 세계의 시 정부 기관들은 지속 가능성 이니셔티브로서 새로운 건물에 카셰어링 서비스의 구현을 규정하기 시작하고 있다. 독일의 반도체 제조업체인 Infineon은 일반 풀장 차량을 기업 차량 공유 시스템으로 교체하기 위한 시범 프로젝트를 시작했다. 자가용 자동차를 공유 자동차로 교체하면 주차 공간 수요가 감소한다. 특정 수의 차량만 한 번에 사용할 수 있다는 사실은 피크 시간에 교통 혼잡을 줄일 수 있다. 교통 체증에 더욱 중요한 것은, 강력한 비용 측정 기능이 더 적은 운전에 대한 비용 인센티브를 제공한다는 것이다. 소유 자동차의 경우 많은 비용이 매몰 비용이 발생하므로 자동차 주행량과 독립적이다(예: 원래 구매, 보험, 등록 및 일부 유지 관리).
Navigant Consulting에 따르면, 전 세계 자동차 공유 서비스 매출은 2020년까지 62억 달러로 증가할 것으로 예상되며, 전 세계적으로 1,200만 명이 넘는 회원이 될 것이라고 한다. 카셰어링의 성장을 이끄는 주요 요인은 도시 거주자들이 직면하고 있는 정체성의 증가, 자동차 소유에 대한 세대간의 사고방식 변화, 개인 차량 소유 비용의 증가, 그리고 비즈니스 모델의 융합이다. 카셰어링 운영자는 수익을 높이고 경쟁력을 향상시키기 위해 타사 광고를 통해 자사 차량의 일부 브랜드를 지정하는 방법을 점점 더 선호하고 있다.
미래의 애플리케이션을 위해, 많은 카셰어링 회사들은 가스 소비를 줄이기 위해 플러그인 하이브리드 전기 자동차(PHEV)에 투자한다. 한 가지 아이디어는 예를 들어 산림녹화 계획을 통해 교토의정서에 따라 운전자를 대신하여 모든 배출량을 계산하고 보상하는 것이다. 세계 최초의 탄소중립 자동차 공유 서비스인 마드리드의 Respiro Carshare는 호주 p2p 카셰어링 플랫폼인 Car Next Door에 의해 운영되고 있다.
카셰어링 시장에 영향을 미치는 가장 중요한 기술 혁신은 자가 운전 자동차이다. 대부분의 자율주행차들은 개인이 소유하지 않고 오히려 공유될 것으로 예상된다. Ernst & Young과 같은 일부 기업들도 소유, 공유 차량 사용 및 보험 정보를 기록하기 위해 블록 체인 기술을 사용하기 시작했다.
2018년 7월, 폴크스바겐은 2019년까지 전 전기 자동차 공유 서비스를 개시할 계획이라고 발표했다. 2018년 8월, 카셰어링의 신생 기업인 Getaround는 소프트뱅크로부터 3억 달러를 벌어들였다. 모스크바 당국에 따르면 2018년 1월부터 9월까지 시내 자동차 공유 여행 횟수는 하루 평균 30,000회에 달한다.

### 도시 지역에서의 세계적인 발전
카셰어링은 전 세계의 더 많은 사람들이 채택함에 따라 도시 지역에서 증가하고 있다. 2018년 세계 자동차 공유 1위는 도쿄(일본) 19.800대, 모스크바(러시아) 16.500대, 베이징(중국) 15.4K대, 상하이(중국) 13.900대, 광저우(중국) 4.200대였다.

## 카셰어링 종류
일반적으로, 카셰어링은 왕복, 편도, P2P(개인 간) 또는 소유권 분할 중 하나로 나눠진다.

### 왕복
회원들은 같은 장소에서 여행을 시작하고 종료하며, 종종 시간, 거리 또는 둘 다로 지불한다.

### 편도
편도 카셰어링을 통해 사용자는 자유 구역 또는 지정된 주차 위치가 있는 역 기반 모델을 통해 다른 위치에서 여행을 시작하고 종료할 수 있다. 편도 시스템은 2017년 전 세계 55개 도시와 20개 국가에서 차량 40,000대와 사용자 560만 명을 수용하고 있으며, 유럽과 북아메리카가 시장의 대부분을 차지하고 있다. 유럽에서는 무료 유동 서비스가 카셰어링 회원 가입에서 65% 이상을 차지했다.
이 서비스는 2022년 말까지 10만 대 이상의 자동차와 사용자는 1,430만 명에 이를 것으로 예상된다.

### P2P
P2P 또는 개인 차량 공유라고도 하는 P2P는 왕복 차량 공유와 유사하게 작동한다. 그러나 차량 자체는 일반적으로 제3자에 의해 운영되는 공유 시스템과 함께 개인 소유 또는 임대된다.

### 소유권 분할
분할 소유를 통해 사용자는 차량을 공동 소유할 수 있으며 비용과 사용료를 공유할 수 있다. 근린소유지 소유 차량 공유는 대중교통, 걷기, 자전거 타기 등을 대부분 사용할 수 있는 자동차를 소유하는 대안으로 추진되며, 시외 여행, 대형 물품 이동 또는 특별한 행사에만 자동차가 필요하다. 이것은 또한 한 명 이상의 운전자를 가진 가정이 여러 대의 차를 소유하는 것의 대안이 될 수 있다.

## 전통적인 렌트카와의 차이점
카셰어링은 다음과 같은 방식으로 기존의 렌트카와 다르다.
- 차량 공유는 업무 시간에 의해 제한되지 않는다.
- 예약, 픽업 및 반환은 모두 셀프 서비스다.
- 차량은 일뿐만 아니라 분 단위, 시간 단위로 대여할 수 있다.
- 사용자는 회원이며 사전 주행 승인을 받았다(배경 주행 점검이 수행되고 결제 메커니즘이 수립됨).
- 차량 위치는 서비스 지역 전체에 분산되어 있으며, 종종 대중 교통을 통해 접근할 수 있도록 배치되었다.
- 보험: 주 최소 책임 보험(일부 주에서는 5,000달러만), 종합 보험 및 충돌 보험. 보험에 가입하지 않았거나, 보험에 가입하지 않았거나, 개인 상해 보호 보험을 제공하지 않습니다.
- 연료비는 요금에 포함되어 있다.
- 특정 프로그램(Car2Go 또는 GoGet 등)이 지속적으로 차량을 청소하고 연료를 공급하지만, 각 사용 후에는 차량을 서비스(청소, 연료 공급)하지 않는다.
- 카셰어링을 통해 개인은 차량 소유와 관련된 비용 및 책임 없이 자가용에 액세스할 수 있다(부분 소유권은 제외).[2] 일부 카셰어 운영(CSO)은 특히 고전적인 렌털이 더 저렴한 옵션인 상황에서 지역 자동차 렌털 회사와 협력한다.

## 기술
CSO의 기술은 키 박스 및 로그 북을 사용하는 단순한 수동 시스템에서 점점 더 복잡해지는 컴퓨터 기반 시스템(예: 부분적으로 자동화되고 완전히 자동화된 시스템)에 이르기까지 다양한 백오피스 기능을 지원하는 소프트웨어 패키지까지 매우 다양하다. 가장 간단한 CSO는 하나 또는 두 개의 픽업 지점만 가지고 있지만, 더 발전된 시스템은 지정된 운영 구역 내의 사용 가능한 공영 주차 공간에서 차를 픽업하고 내릴 수 있도록 한다.
예약이 완료되고 확인되면 차량은 예정된 시간과 장소에서 배송된다. 앞유리에 작은 카드 리더가 장착되어 있을 것이다. 일단 고객이 회원 카드를 리더기에 올려놓으면, 그것은 시간을 활성화하고 차의 잠금을 해제하기 위해 블링크 기술이라고 불리는 기술을 사용할 것이다. 리더기는 특정 예약 시간이 될 때까지 작동하지 않는다. 그러면 열쇠는 차량 내부 어딘가에서 찾을 수 있다. (예를 들어 글로브 박스). 회사에 따라 고객에게 점화 키 자체가 들어 있는 잠금 장치 키를 제공할 수 있다. 어떤 경우에는 휴대 전화를 사용하여 차의 잠금을 해제할 수 있고, 심지어는 전화로도 차의 시동을 걸 수 있다.
많은 카셰어링 네트워크는 서비스를 적은 시작 요금으로 가격을 매긴 다음 자동차에서 주행하는 거리에 대한 마일리지 요금으로 책정한다. 일반적으로 앱에는 보험, 가스 카드, 고객에게 추가 비용 없이 차량 대대를 유지하는 기능이 포함된다.

## 같이 보기
- 공유경제
- 렌터카